# Alexander Stavensby
Alexander Stavensby (auch Alexander of Stainsby oder Alexander Wendock) († 26. Dezember 1238 in Andover) war ein englischer Geistlicher. Er war ein geachteter Theologe, der schließlich Bischof von Coventry wurde. Mehrfach diente er dem englischen König als Diplomat, vor allem bei der päpstlichen Kurie.

## Herkunft und Karriere als Theologe
Aller Wahrscheinlichkeit nach stammte Alexander Stavensby aus Stainsby bei Ashby Puerorum in Lincolnshire, wodurch er seinen Beinamen erhielt. Seine Brüder Gilbert und Master William of Stainsby besaßen bei Stainsby Grundbesitz. Die Namen seiner Eltern sind umstritten, ebenso wie seine Schulbildung. Er könnte ein Schüler von Stephen Langton, dem späteren Erzbischof gewesen sein, der aus dem etwa 15 Kilometer von Stavensby entfernten Dorf Langton-by-Wragby stammte. Erstmals wird Stavensby 1216 erwähnt, als er zusammen mit anderen Mitgliedern des Haushalts von Erzbischof Langton eine von Langton vermittelte Vereinbarung bezeugte. Nach frühen Angaben des Dominikanerordens lehrte Stavensby 1215 in Toulouse Theologie, wo der spätere Ordensgründer Dominikus zu seinen Schülern gezählt haben soll. Wie Dominikus soll er später nach Bologna gewechselt sein, von wo er vor 1224 in den Dienst von Papst Honorius III. trat. Diese Theorie ist durchaus möglich, denn tatsächlich lehrte ein Master Alexander nachweislich zwischen 1221 und 1223 in Bologna Theologie. Später gründete Stainsby als Bischof Dominikanerniederlassungen in Chester und Derby und unterstützte die Gründung der Niederlassung des Ordens in Oxford. Mehrere Mitglieder seines bischöflichen Haushalts gehörten den Bettelorden an, darunter sein Bruder, der Theologe Master Richard of Stainsby, sowie Alexander of Hales († 1245), der später der erste Franziskaner war, der an der Universität von Paris Doktor der Theologie wurde.

## Bischof von Coventry und Lichfield
Nach dem Tod von Bischof William of Cornhill von Coventry wählten die Mönche der Benediktinerabtei Coventry ihren Prior zum neuen Bischof von Coventry, der jedoch nicht die Zustimmung der Säkularkanoniker von Lichfield erhielt. Auch Erzbischof Langton lehnte die Wahl ab, stattdessen schlug er Stavensby, der zu diesem Zeitpunkt am Papsthof lebte, als neuen Kandidaten vor. Papst Honorius III. nahm diesen Vorschlag an und ernannte Stavensby 1224 zum neuen Bischof. Während der Amtszeit von Stavensby wurde Lichfield neben Coventry gleichberechtigter Sitz des Bischofs, und ab etwa 1226 bezeichnete sich Stavensby als Bischof von Coventry und Lichfield. Der Streit um die zukünftigen Bischofswahlen wurde dadurch gelöst, dass Coventry und Lichfield abwechselnd die Bischöfe wählten sollten. In einem langen Rechtsstreit erstritt sich Stavensby 1236, eine Visitation der Abtei von Coventry durchführen zu dürfen. Bemüht, die Missstände in vielen Klöstern abzustellen, stellte er Säkularkleriker in vielen Pfarrkirchen ein, die zuvor von Mönchen betreut worden waren. Die Einkünfte aus diesen Kirchen übertrug er teils den Säkularkanonikern von Lichfield, deren Besitzungen er so erweiterte. Dazu schuf er neue Kanonikerstellen, für deren Unterhalt er teilweise die Erträge des Peterspfennigs, der veralteten Abgabe an den Papst verwendete. Durch Landkäufe erweiterte er die Temporalien seines Bistums, daneben führte er den Neubau der Kathedrale von Lichfield weiter.

## Diplomat im Dienst des Königs
König Heinrich III. bzw. dessen Regierung nutzte den welterfahrenen Stavensby häufig als Diplomat. 1224 verhandelte er während der Belagerung von Bedford Castle mit dem rebellierenden Falkes de Bréauté. Mehrfach reiste er nach Frankreich und Wales, um Waffenstillstände zu vereinbaren oder zu verlängern, und 1227 gehörte er der Gesandtschaft an, die in Antwerpen mit Gesandten des römisch-deutschen Kaisers Friedrich II. verhandelte. 1226, 1227, 1228 und 1234 reiste er im Auftrag des Königs nach Rom, dabei verhandelte er 1228 mit Papst Gregor IX. über einen neuen Kandidaten als Nachfolger für den verstorbenen Erzbischof Stephen Langton, dessen Testamentsvollstrecker er auch war. Mehrmals wurde Stavensby beauftragt, als päpstlicher Richter über kirchliche Streitfälle in England zu entscheiden. Politisch unterstützte Stavensby Erzbischof Stephen Langton. 1233 gehörte er zu den Bischöfen, die die von Peter des Roches, Bischof von Wichester geführte Regierung ablehnten. Im Januar 1234 wurde ihm während einer Sitzung des Kronrates vorgeworfen, die Rebellion von Richard Marshal gegen die Regierung zu unterstützen. Dies wies Stavensby entschieden zurück. Im Gegenzug exkommunizierte er Peter des Roches und dessen Anhänger, die für ihn die wahren Feinde des Königs waren, und trug so mit zum Sturz von des Roches bei. Er starb Ende 1238 in Andover, wo er einen päpstlichen Beauftragten unterstützen sollte. Auf seinem Totenbett stiftete er ein Hospital in Denhall auf der Wirral-Halbinsel, das für Arme sowie für Schiffbrüchige in der Irischen See sorgen sollte. Er wurde in der Kathedrale von Lichfield beigesetzt.

## Nachwirkung
Trotz Stavensbys Lehrtätigkeit sind von ihm neben Urkunden, die er als Bischof ausstellte, nur zwei kurze Abhandlungen erhalten geblieben, von denen die eine die sieben Todsünden, die andere den Glauben behandelt. Als Bischof erließ er Diözesanstatuten, die bemerkenswert viele biblische Zitate enthalten. Sie und seine Abhandlungen sind geprägt von einem reformerischen Ansatz von Lehre, Predigt und Buße und zeigen, dass Stainsby sowohl von den Dominikanern wie von Stephen Langton und der Universität von Paris geprägt wurde. Allen Anschein hat Stainsby seine Abhandlungen selbst verfasst, obwohl in seinem Haushalt eine Reihe von ausgezeichneten Gelehrten lebte.